# ماساتوشی تاکاهیرا
ماساتوشی تاکاهیرا (انگلیسی: Masatoshi Takahira؛ زادهٔ ۲۶ ژوئیهٔ ۱۹۳۷) کشتی‌گیر اهل ژاپن بود.